# Raw Tour
The Raw Tour es la quinta gira mundial de la cantante Tarja Turunen. Esta misma se iba a desarrollar durante el 2019 y 2021 debido a las restricciones de la pandemia coronavirus la gira tuvo que posponerse.
El 18 de febrero de 2025, se anunció el décimo álbum en directo de Tarja y su sexto álbum de vídeo Circus Life, que contiene las grabaciones en directo de su lista de canciones de su espectáculo de enero de 2020 en Bucarest, Rumanía. El álbum se anunció con el lanzamiento del primer sencillo, «Shadow Play», el mismo día. El espectáculo formaba parte de una serie especial de dos noches titulada «The Best of Tarja: A Night to Remember». El espectáculo se representó en un escenario circense y contó con dieciséis instrumentistas orquestales invitados, así como con las cantantes Clémentine Delauney y Chiara Tricarico, y el hermano de Tarja, Toni Turunen.

## Lista de canciones
| Total de canciones interpretadas |
| --- |
| My Winter Storm - I Walk Alone - My Little Phoenix - Oasis - Our Great Divide - Die Alive (solo para Circus Life) What Lies Beneath - Anteroom Of Death - Until My Last Breath - Naiad (solo para Circus Life) - Falling Awake Colours In The Dark - Victim Of Ritual - 500 Letters (solo para Circus Life) - Never Enough (solo para Circus Life) - Mystique Voyage (solo para Circus Life) The Shadow Self - Innocence - Demons In You - Love To Hate (solo para Circus Life) - Diva - Undertaker In The Raw - Dead Promises - Goodbye Stranger - Tears In Rain - You And I - The Golden Chamber - Spirits Of The Sea - Silent Masquerade - Serene - Shadow Play (solo para Circus Life) Oceanborn - Sleeping Sun Wishmaster - Wishmaster Over The Hills And Far Away - Over the Hills and Far Away (cover de Gary Moore) Century Child - Phantom of the Opera (cover de Andrew Lloyd Webber) Once - Nemo - Planet Hell |

Un setlist típico consistiría de:
- Serene
- Demons in You
- My Little Phoenix
- Anteroom of Death
- Diva
- Goodbye Stranger
- Falling Awake
- Wishmaster (canción original de Nightwish)
- The Golden Chamber (Loputon Yö)
- You and I
- Undertaker
- Tears in Rain
- Victim of Ritual
- Innocence
- I Walk Alone
- Dead Promises
- Until My Last Breath

## Fechas

### 2019
| Europa                   |                  |                 |                           |
| 3 de mayo de 2019        | Wrocław          | Polonia         | Centennial Hall           |
| 5 de mayo de 2019        | Sfântu Gheorghe  | Rumania         | Piaţa Libertăţii          |
| 7 de mayo de 2019        | Dnipro           | Ucrania         | Shynnyk Palace of Culture |
| 8 de mayo de 2019        | Kyiv             | Ucrania         | NAU Culture Center        |
| 9 de mayo de 2019        | Odesa            | Ucrania         | Philharmonic Theater      |
| 11 de mayo de 2019       | Kharkiv          | Ucrania         | NLU Palace of Students    |
| 12 de mayo de 2019       | Lviv             | Ucrania         | Malevich Concert Arena    |
| 14 de mayo de 2019       | Minsk            | Bielorrusia     | Prime Hall                |
| 17 de mayo de 2019       | Kaunas           | Lituania        | Kaunas Castle             |
| 14 de junio de 2019      | Fuengirola       | España          | Rock the Coast Fest       |
| América del Sur          |                  |                 |                           |
| 20 de junio de 2019      | Bogota           | Colombia        | Rock al Parque            |
| Europa                   |                  |                 |                           |
| 5 de julio de 2019       | Chania           | Grecia          | Chania Rock Festival      |
| 7 de julio de 2019       | Novi Sad         | Serbia          | Exit Festival             |
| 13 de julio de 2019      | Vizovice         | República Checa | Masters of Rock           |
| 19 de julio de 2019      | Pratteln         | Suiza           | Z7 Summer Nights          |
| 26 de julio de 2019      | Tolmin           | Eslovenia       | MetalDays                 |
| 7 de septiembre de 2019  | Trnava           | Eslovaquia      | Areál Slávie Arena        |
| 12 de septiembre de 2019 | San Petersburgo  | Rusia           | Club A2                   |
| 13 de septiembre de 2019 | Moscú            | Rusia           | Glav Club                 |
| 14 de septiembre de 2019 | Voronezh         | Rusia           | Aura Club                 |
| 16 de septiembre de 2019 | Rostov on Don    | Rusia           | Arena Don                 |
| 17 de septiembre de 2019 | Krasnodar        | Rusia           | Arena Hall                |
| 20 de septiembre de 2019 | Kazzan           | Rusia           | Concert Hall Hermitage    |
| 22 de septiembre de 2019 | Perm             | Rusia           | SC Sukharev               |
| 23 de septiembre de 2019 | Ufá              | Rusia           | RK "Ogni Ufi"             |
| 25 de septiembre de 2019 | Yekaterinburg    | Rusia           | Tele Club                 |
| América del Sur          |                  | Rusia           |                           |
| 17 de octubre de 2019    | Montevideo       | Uruguay         | La Trastienda             |
| 19 de octubre de 2019    | Buenos Aires     | Argentina       | Teatro Flores             |
| América del Norte        |                  |                 |                           |
| 22 de octubre de 2019    | Querétaro        | México          | Teatro Metropolitano      |
| 23 de octubre de 2019    | Monterrey        | México          | Teatro Escena             |
| 25 de octubre de 2019    | Ciudad de México | México          | Circo Volador             |
| 26 de octubre de 2019    | León             | México          | Foro del Lago             |
| 27 de octubre de 2019    | Guadalajara      | México          | C3 Stage                  |

### 2020
| Fecha               | Ciudades | País            | Teatro/Estadio      |
| ------------------- | -------- | --------------- | ------------------- |
| Europa              |          |                 |                     |
| 21 de enero de 2020 | Prague   | República Checa | State Opera         |
| 23 de enero de 2020 | Bucarest | Rumania         | Circul Metropolitan |
| 7 de marzo de 2020  | Lisboa   | Portugal        | Sala Tejo           |
| 8 de marzo de 2020  | Murcia   | España          | Sala Gamma          |
| 9 de marzo de 2020  | Madrid   | España          | BUT Club Madrid     |
| 11 de marzo de 2020 | Bilbao   | España          | Santana 27          |

### 2021
| Fecha                   | Ciudades   | País      | Teatro/Estadio        |
| ----------------------- | ---------- | --------- | --------------------- |
| Europa                  |            |           |                       |
| 30 de julio de 2021     | Kukkola    | Finlandia | Kokklolan Viinijuhlat |
| 13 de agosto de 2021    | Kortrijkt  | Bélgica   | Alcatraz              |
| 29 de agosto de 2021    | Fuengirola | España    | Metal Paradise        |
| 4 de septiembre de 2021 | Zamora     | España    | Z! Live Festival      |

### 2022
| América del Sur       |                   |                 |                          |
| 15 de abril de 2022   | Limeira           | Brasil          | Studio Mirage Eventos    |
| 16 de abril de 2022   | São Paulo         | Brasil          | Tokio Marine Hall        |
| 17 de abril de 2022   | Rio de Janeiro    | Brasil          | Sacadura 154             |
| 19 de abril de 2022   | Santiago de Chile | Chile           | Teatro Cariola           |
| 21 de abril de 2022   | Rosario           | Argentina       | Teatro El Círculo        |
| 22 de abril de 2022   | Buenos Aires      | Argentina       | Teatro Broadway          |
| Festivales de verano  |                   |                 |                          |
| 4 de junio de 2022    | Fruška Gora       | Serbia          | Vila Festival            |
| 6 de julio de 2022    | Ballenstedt       | Alemania        | Rock Harz Open Air       |
| 8 de julio de 2022    | Fiesole           | Italia          | Fiesole Live Night       |
| 6 de agosto de 2022   | Wacken            | Alemania        | Wacken Open Air          |
| 13 de agosto de 2022  | Michalovce        | Eslovaquia      | Rock Pod Kamenon         |
| 19 de agosto de 2022  | Saint-Nolff       | Francia         | Motocultor Festival      |
| Europa                |                   |                 |                          |
| 17 de octubre de 2022 | Sofía             | Bulgaria        | Joy Station              |
| 18 de octubre de 2022 | Bucarest          | Rumania         | Roman Arena              |
| 19 de octubre de 2022 | Cluj-Napoca       | Rumania         | Form Space               |
| 21 de octubre de 2022 | Budapest          | Hungría         | Barba Negra Club         |
| 22 de octubre de 2022 | Žiar nad Hronom   | Eslovaquia      | Mestské Kultúrne Centrum |
| 22 de octubre de 2022 | Bratislava        | Eslovaquia      | Majestic Music Club      |
| 25 de octubre de 2022 | Krakow            | Polonia         | Klub Studio              |
| 26 de octubre de 2022 | Wroclaw           | Polonia         | A2 Centrum Koncertowe    |
| 25 de octubre de 2022 | Brno              | República Checa | Sono Centrum             |
| 29 de octubre de 2022 | Pardubice         | República Checa | Ideon Centrum            |

### 2023
| Europa                |                  |              |                        |
| 1 de febrero de 2023  | Glasgow          | Escocia      | Garage Club            |
| 2 de febrero de 2023  | Wolverhampton    | Reino Unido  | KK’s Steel Mill        |
| 4 de febrero de 2023  | Manchester       | Reino Unido  | Academy 2              |
| 5 de febrero de 2023  | Londres          | Reino Unido  | Electric Ballroom      |
| 2 de febrero de 2023  | Paris            | Francia      | La Cigale              |
| 8 de febrero de 2023  | Strasbourg       | Francia      | La Laiterie            |
| 9 de febrero de 2023  | Villeurbanne     | Francia      | Le Transbordeur        |
| 10 de febrero de 2023 | Trezzo sull'Adda | Italia       | Live Club              |
| 12 de febrero de 2023 | Marsella         | Francia      | Espace Julien          |
| 13 de febrero de 2023 | Barcelona        | España       | Sala Apolo             |
| 14 de febrero de 2023 | Madrid           | España       | Mon Live               |
| 13 de febrero de 2023 | Ljubljana        | Eslovenia    | Kino Šiška             |
| 4 de marzo de 2023    | Viena            | Austria      | Szena                  |
| 5 de marzo de 2023    | Munich           | Alemania     | Backstage Werk         |
| 7 de marzo de 2023    | Nuremberg        | Alemania     | Hirsch Club            |
| 8 de marzo de 2023    | Leipzig          | Alemania     | Hellraiser Club        |
| 9 de marzo de 2023    | Berlin           | Alemania     | Columbia Theater       |
| 11 de marzo de 2023   | Mannheim         | Alemania     | MS Connexion Complex   |
| 12 de marzo de 2023   | Herford          | Alemania     | X Club                 |
| 13 de marzo de 2023   | Hamburgo         | Alemania     | Markthalle             |
| 15 de marzo de 2023   | Bochum           | Alemania     | Matrix Club            |
| 16 de marzo de 2023   | Nijmegen         | Países Bajos | Doornroosje House      |
| 17 de marzo de 2023   | Haarlem          | Países Bajos | Patronaat Stage 1      |
| 2 de mayo de 2023     | Helsinki         | Finlandia    | Kulttuuritalo          |
| 3 de mayo de 2023     | Lahti            | Finlandia    | Sibelius Hall          |
| 6 de mayo de 2023     | Kouvola          | Finlandia    | Kuusankoskitalo        |
| 7 de mayo de 2023     | Hämeenlinna      | Finlandia    | Verkatehdas Hall       |
| 9 de mayo de 2023     | Tampere          | Finlandia    | Tampere Hall           |
| 11 de mayo de 2023    | Turku            | Finlandia    | Logomo Cultural Center |
| 12 de mayo de 2023    | Porvoo           | Finlandia    | Taidetehdas            |
| 13 de mayo de 2023    | Kuopio           | Finlandia    | Musiikkikeskus         |
| 14 de mayo de 2023    | Lappeenranta     | Finlandia    | Lappeenranta-Sali      |

## Miembros

### 2019
- Tarja Turunen: Voz
- Christian Kretschmar: Teclados
- Doug Wimbish: Bajo
- Julián Barrett: Guitarra
- Max Lilja: Chelo
- Tim Schreiner : Batería

### 2022 y 2023
- Tarja Turunen: Voz
- Christian Kretschmar: Teclados
- Doug Wimbish: Bajo
- Ralf Botzenhart: Bajo
- Alex Scholpp: Guitarra
- Max Lilja: Chelo
- Alex Holzwarth: Batería